# Julius Kaerst

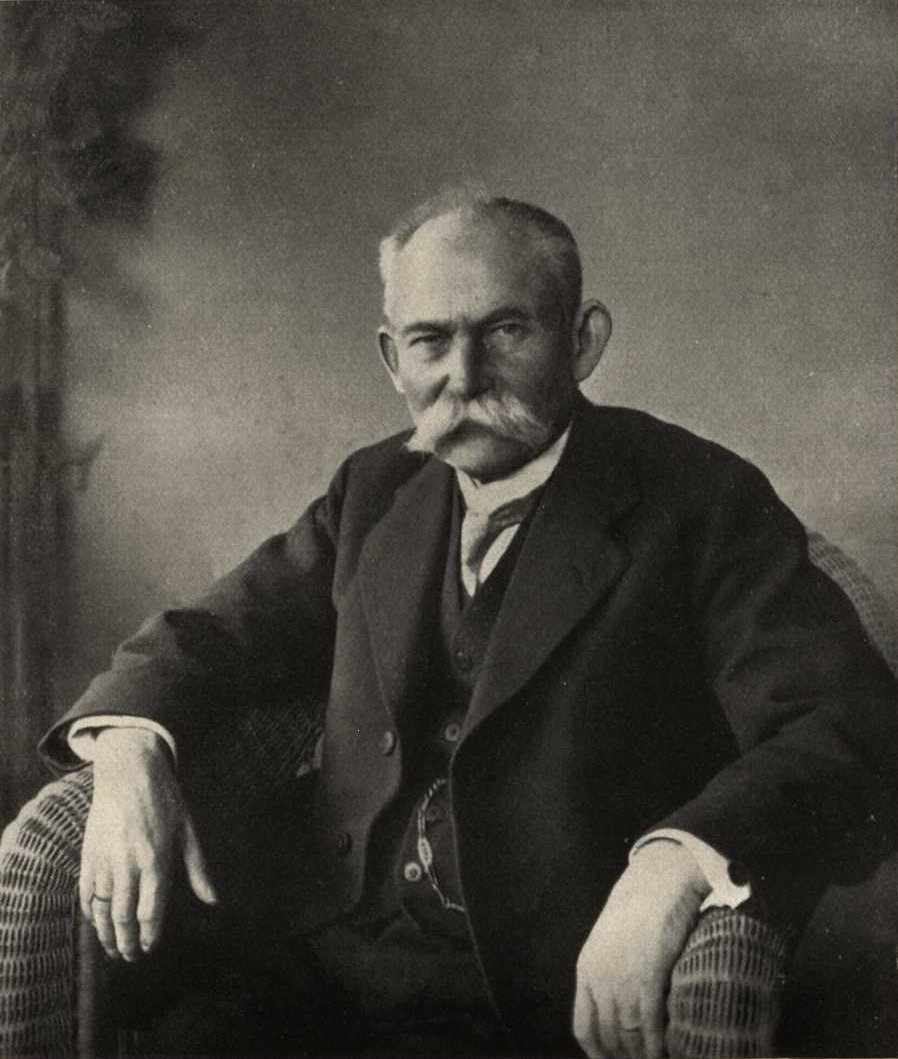
Julius Kaerst

Julius Kaerst (* 16. April 1857 in Gräfentonna; † 3. Januar 1930 in Würzburg) war ein deutscher Historiker. Er beschäftigte sich besonders mit dem Hellenismus, der Universalgeschichte und der Deutschen Frage.

## Leben
Kaerst wurde als Sohn eines Pfarrers in Gräfentonna bei Gotha geboren und besuchte ab 1869 das Gymnasium Ernestinum in Gotha. Wie in seinem Reifezeugnis von Ostern 1874 hervorgehoben wird, entwickelte er bereits während der Schulzeit ein reges Interesse am Fach Geschichte. So bezog Kaerst die Universität Jena, um dort Geschichte, Klassische Philologie und Philosophie zu studieren. Zu seinen akademischen Lehrern während seiner sechs Jenaer Semester zählten Rudolf Schöll, Carl Nipperdey, Wilhelm Adolf Schmidt, Erwin Rohde und Rudolf Eucken. Besonders prägend aber war Alfred von Gutschmid, der 1876 nach Jena kam und Kaerst anregte, die Geschichte des Altertums zum Schwerpunkt seiner Forschungsarbeit zu machen. Gemeinsam mit Gutschmid wechselte Kaerst im Frühjahr 1877 nach Tübingen, wo er mit seiner von Gutschmid angeregten Dissertation Beiträge zur Quellenkritik des Quintus Curtius Rufus promoviert wurde. Nach der Promotion setzte Kaerst sein Studium an der Berliner Friedrich-Wilhelms-Universität fort, wo er drei Semester lang Vorlesungen bei Adolf Kirchhoff, Johannes Vahlen, Wilhelm Wattenbach, Karl Wilhelm Nitzsch, Johann Gustav Droysen und Theodor Mommsen hörte. Am 20. Januar 1880 bestand er das Oberlehrerexamen in Geschichte, Geographie, Latein, Griechisch und Religion. Sein pädagogisches Probejahr absolvierte er am Gymnasium zum Grauen Kloster und kehrte nach dessen Ablauf im Herbst 1881 in die Heimat zurück.
Bis zum Frühjahr 1897 arbeitete Kaerst am Gymnasium Ernestinum in Gotha und beschäftigte sich nebenbei intensiv mit historischen und quellenkritischen Studien. Nach dem Urteil Joseph Vogts spekulierte er damals auf eine akademische Karriere, gab diesen Gedanken aber nach dem Tode Gutschmids (1887) zunächst auf. Von seiner angestrengten pädagogischen und wissenschaftlichen Arbeit wurde seine Gesundheit schließlich angegriffen, so dass Kaerst sich ab 1897 ausschließlich der wissenschaftlichen Arbeit verschrieb. Am 6. Mai 1898 habilitierte er sich an der Universität Leipzig mit der Schrift Studien zur Entwickelung und theoretischen Begründung der Monarchie im Altertum. Nach einigen Jahren angeregter Arbeit wurde Kaerst am 14. August 1902 zum außerordentlichen Professor in Leipzig ernannt, doch schon ein Jahr später folgte er einem Ruf der Universität Würzburg und übernahm den dortigen Lehrstuhl für Geschichte zum Wintersemester 1903/1904. Hier lehrte er bis zu seiner Emeritierung am 14. Januar 1929 und widmete sich bis zu seinem Tode seiner Forschungsarbeit. Am 25. Februar 1927 wurde er zum korrespondierenden Mitglied der Gesellschaft der Wissenschaften zu Göttingen gewählt.
In der Nacht vom 2. zum 3. Januar 1930 starb Kaerst in Würzburg.

## Leistungen
Kaersts historische Forschungsarbeit hatte drei Schwerpunkte: Die Geschichte des Hellenismus, die Frage der Geschichtsauffassung und Geschichtsschreibung und der Wert und Sinn der deutschen nationalen Idee.
Seine Hinwendung zum Hellenismus geschah schon während der Studienjahre. Nach anfänglichen Einzeluntersuchungen, die unter dem Einfluss von Gutschmids standen, nahm Kaerst das Problem des Verhältnisses von Alexander dem Großen zum Hellenismus und dessen Stellung innerhalb der Geschichte des Altertums auf. Seine zentralen Arbeiten hierzu sind die Monografie Forschungen zur Geschichte Alexanders des Großen von 1887 und der Aufsatz Alexander der Große und der Hellenismus (Historische Zeitschrift 74, 1895, S. 193 ff.). Kaersts Bemühungen bewirkten, dass das leidenschaftliche Bild Alexanders des Großen, wie es Droysen in seiner Griechischen Geschichte gezeichnet hatte, revidiert und differenzierter betrachtet wurde. In seiner Habilitationsschrift behandelte Kaerst das Problem der Monarchie im philosophischen Denken und politischen Handeln der Griechen und zeigte die Abwandlung der griechischen Auffassung dieser Staatsform in Hinsicht auf die spätere Zugehörigkeit zum römischen Reich. Schließlich verfasste er auch eine Geschichte des Hellenismus (in der Erstauflage 1901–1909 noch Geschichte des hellenistischen Zeitalters). Kaerst erlebte zwar noch eine zweite und dritte Auflage des Werkes, konnte aber den geplanten dritten Band nicht mehr verfassen.
Kaersts Geschichtsauffassung war vom deutschen Idealismus und der romantischen Bewegung geprägt. Im Gegensatz zur Aufklärung anerkannte er die Wirkmacht des Unbewussten im geschichtlichen Leben und formulierte als Aufgabe der Geschichtswissenschaft, dass sie ein tiefes Verstehen der Eigenart von Menschen und Kulturen der Vergangenheit ermöglicht. Damit folgte er Leopold von Ranke und Barthold Georg Niebuhr. Als Programmschrift für seine Geschichtsauffassung gilt die Abhandlung über Die universalhistorische Auffassung in ihrer besonderen Anwendung auf die Geschichte des Altertums (Historische Zeitschrift 83, 1899, S. 123 ff.), in der er das Bestreben bekämpfte, die Geschichte des Altertums losgelöst von den übrigen geographischen und zeitlichen Räumen zu betrachten. Er setzte sich mit Nachdruck für eine universalgeschichtliche Auffassung der Geschichte des Altertums ein und formulierte dieses Anliegen auch in der Abhandlung Die Geschichte des Altertums im Zusammenhange der allgemeinen Entwickelung der modernen historischen Forschung (Neue Jahrbücher für das klassische Altertum 5, 1902, S. 32 ff.). Sein Vorhaben, seine verstreuten historischen Schriften in einer Monografie unter dem Titel Universalgeschichte zusammenzufassen, kam nicht mehr zur Ausführung.
Von seiner Beschäftigung mit Nation und Weltreich im Altertum und seiner universalhistorischen Auffassung rührte auch sein Bemühen um eine geschichtliche Begründung der deutschen nationalen Idee. Seit dem Beginn des Ersten Weltkriegs beschäftigte sich Kaerst mit der Entstehung der Nationalstaaten in Europa und besonders mit der Deutschen Frage. Die Reichsgründung 1871 hob er als glückliche Verwirklichung des deutschen Nationalstaates hervor und charakterisierte sie als „Verschmelzung des preußischen staatlichen Machtgedankens mit dem Reichtum und der inneren Freiheit deutscher Bildung“. Die Grundlage des deutschen nationalen Wesens suchte er in der Reformation und im deutschen Idealismus. Die problematische Stellung Deutschlands in der Welt der Zwischenkriegsjahre behandelte Kaerst in dem Aufsatz Weltgeschichte, Antike und deutsches Volkstum (Gnomon 1, 1925, S. 214 ff.).

## Werke (Auswahl)
- Forschungen zur Geschichte Alexanders des Großen, Stuttgart 1887.
- Geschichte des hellenistischen Zeitalters. Bd. 2,1: Das Wesen des Hellenismus. Teubner, Leipzig 1909 (Digitalisat).